# Gaediopsis sierricola
Gaediopsis sierricola là một loài ruồi trong họ Tachinidae.